# رابطه علم و دین

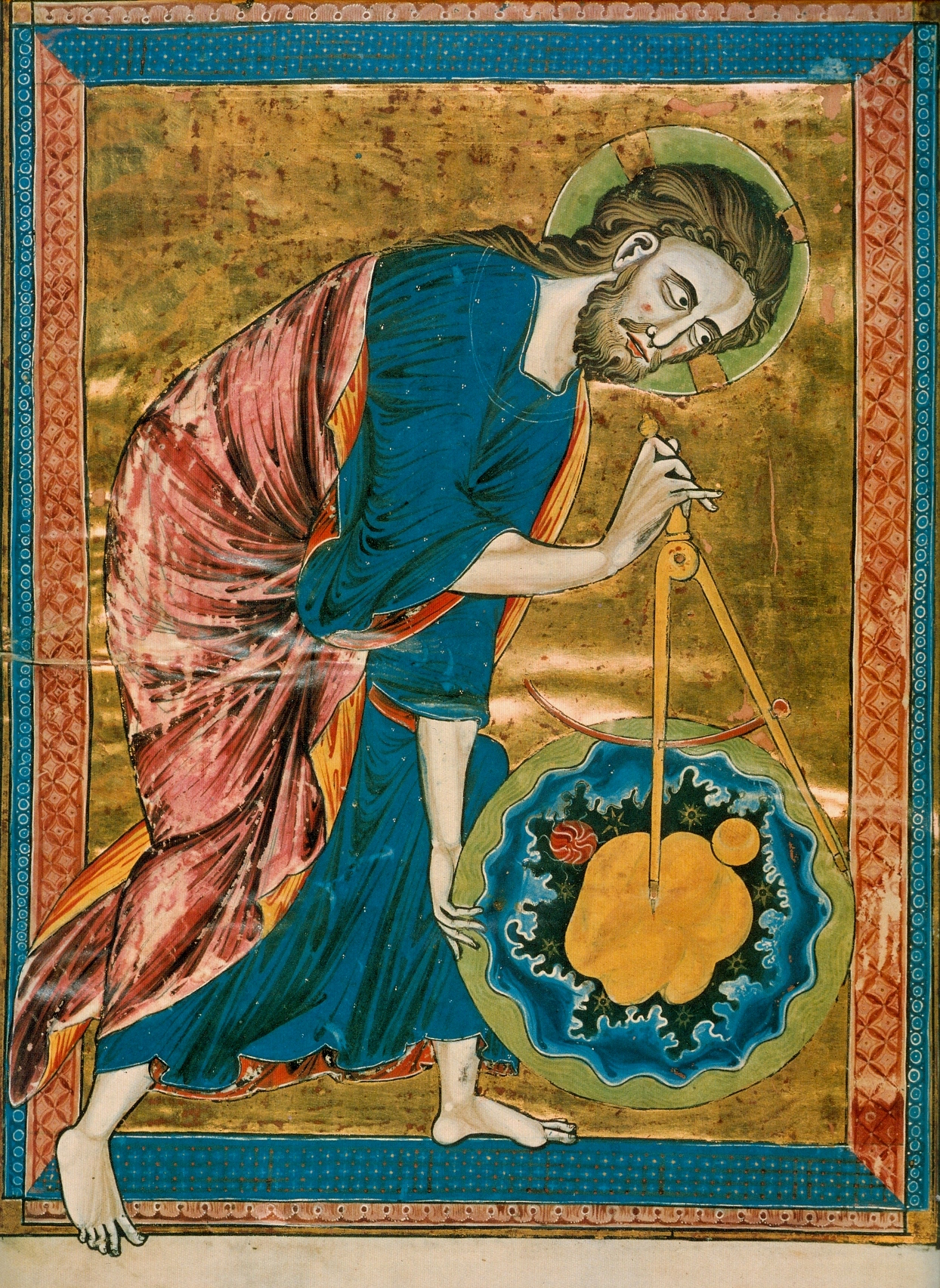
طراحی دربارهٔ وجود علم در دین

رابطه علم و دین از دوران باستان مورد پژوهش بوده و مورد نظر فیلسوفان، الهیدانان، دانشمندان و دیگران بوده‌است.
علم تجربی به عقل، تجربه گروی و شواهد علمی اذعان و اعتراف می‌کند درحالی‌که دین شامل وحی، ایمان و امر مقدس است و به تبیین‌های فلسفی و متافیزیکی که نظر به تحقیق در عالم دارند نیز توجه و اذعان می‌کند. نه دین و نه علم بی تغییر، بی زمان یا ثابت نیستند چرا که هردوی علم و دین تلاش‌های فرهنگی و اجتماعی هستند در فرهنگ‌ها و زبان‌های گوناگون در طول زمان دچار تغییر شده‌اند. بیشتر نوآوری‌های فنی و علمی قبل از انقلاب علمی توسط جوامعی صورت گرفته‌اند که توسط سنت‌های دینی سازمان یافته بودند. پیشرو عناصر روش علمی، بی دینان باستان، محققان مسلمان و مسیحی بوده‌اند. راجر بیکن که اغلب به عنوان کسی ارج نهاده می‌شود که روش علمی را صورت بندی کرده‌است، یک برادر روحانی فرانسیسی بود
حوادثی که در اروپا اتفاق افتاد همچون مورد گالیله، که همراه با انقلاب علمی و دوره روشنگری بود محققانی چون ویلیام دراپر را به فرض نظریه تعارض رهنمون کرد که بر اساس آن علم و دین به لحاظ روشی، واقعیت و سیاسی در سرتاسر تاریخ با هم در تعارض بوده‌اند. نظریه تعارض علم و دین باور بسیاری از دانشمندان معاصر همچون ریچارد داوکینز، استیو واینبرگ است و برخی از خلقت گرایان نیز به نظریه تعارض گرایش دارند. درحالی‌که نظریه تعارض در میان عموم مردم مشهور و معروف مانده‌است در میان بیشتر مورخان علم وجهه خود را از دست داده‌است.
پذیرش عام واقعیت‌های علمی ممکن است تحت تأثیر دین باشد. بسیاری در ایالات متحده ایده تکامل را از طریق انتخاب طبیعی رد کرده‌اند خاصه زمانی که انسان را مد نظر قرار می‌دهیم. با این وجود آکادمی ملی علوم آمریکا می‌نویسد که قرینه و شاهد تکامل می‌تواند کاملاً یا ایمان دینی سازگار افتد دیدگاهی رسمی که بیشتر نمایندگان دینی به حمایت از آن برخاسته‌اند.

## تاریخچه مفاهیم دین و علم
مفاهیم «علم» و «دین» تقریباً مفاهیم تازه‌ای هستند. دین در قرن هفدهم میلادی در میانهٔ استعمارگری و جهانی‌سازی و نهضت پروتستان ظهور یافت «علم» در قرن نوزدهم در اثنای تلاش برای تعریف عمل کسانی که طبیعت را مطالعه می‌کردند پدیدار شد و عبارت «دین و علم» در قرن نوزدهم به سبب به وجود آمدن هر دو مفهوم ظاهر شد. در قرن نوزدهم بود که عبارت‌های بودیسم، هندوئیسم، تائوئیسم و کنفوسیونیسم پدیدار شد. در دوران باستان و در قرون وسطی، ریشه‌های لاتینی علم و دین به عنوان کیفیات درونی فرد یا فضائل فهمیده می‌شدند و هیچ‌گاه به عنوان دکترین‌ها، اعمال یا منابع واقعی معرفت ملاحظه نشده‌اند.

### بهائیت
تطابق علم و دین یکی از آموزه‌های اساسی آئین بهائی است. بر طبق این آموزه علم و دین مکمل یکدیگرند و انسان برای پیشبرد تمدن و درک حقیقت به هر دو نیازمند است. دین بدون علم به سرعت به خرافات و افراطی‌گری تنزل پیدا می‌کند و علم بدون دین تنها به ابزاری در خدمت ماده‌گرایی خشک تبدیل خواهد شد. در این رابطه عبدالبهاء می‌نویسد: «دیگر آن‌که دین باید مطابق با عقل باشد، مطابق با علم باشد؛ زیرا اگر مطابق با علم و عقل نباشد اوهام است. خداوند قوهٔ عاقله داده تا به حقیقت اشیا پی ببریم و حقیقت هر شیء را ادراک کنیم. اگر مخالف علم و عقل باشد شبهه‌ای نیست که اوهام است».

## دیدها
انواع تعاملاتی که می‌تواند بین علم و دین به وجود بیاید دسته‌بندی شده‌اند، و بنا به گفته عالمان الهیات، کشیش انگلیکان و فیزیک‌دان جان پولکینگورن این‌ها هستند: (۱) هم ستیزی و منافات زمینه‌ها، (۲) استقلال زمینه‌ها، (۳) هم کلامی بین دو زمینه در جاهایی که هم پوشانی دارند و (۴) ادغام هر دو در یک زمینه.
این سنخ‌شناسی مشابه آن‌هایی است که توسط عالمان الهیات Ian Barbour, و John Haught استفاده شده‌اند. سنخ‌شناسی‌های بیشتری را که این رابطه را دسته‌بندی می‌کنند، می‌توان میان کارهای دیگر دیگر محققان علم و دین مانند الهی‌شناس و زیست‌شیمی‌دان Arthur Peacocke یافت.

### ناسازگاری
بنا به گفته Guillermo Paz-y-Miño-C و Avelina Espinosa، ستیز تاریخی بین فرگشت و دین، ذاتاً به علت ناسازگاری بین خردگرایی/تجربه‌گرایی علمی و اعتقاد به سبب فراطبیعی است؛ این نویسندگان رسماً فرضیه ناسازگاری را (به انگلیسی: Incompatibility hypothesis، مخفف: IH) ارائه دادند تا "ever-lasting-conflict-science-and-faith" را تبیین کنند. به گفته جری کوین، نگرش‌ها به فرگشت و سطوح تدین در بعضی کشورها، در کنار وجود کتاب‌هایی که مصالحه بین فرگشت و دین را توضیح می‌دهند، نشان دهنده این است که مردم در باور هم‌زمان به هر دو مشکل دارند، بدین ترتیب ناسازگاری را نشان می‌دهد.